# Abbott Farm Historic District
Abbott Farm Historic District is een archeologische plaats in Trenton, New Jersey. Het is de grootste nederzetting aan de oostkust van de Verenigde Staten uit de zogenaamde Woodland-periode. De nederzetting was bewoond tussen 500 BCE en 500 CE.
De locatie is een National Historic Landmark sinds 1976.